# Pirtó
Pirtó este un sat în districtul Kiskunhalas, județul Bács-Kiskun, Ungaria, având o populație de 980 de locuitori (2011). 

## Demografie
Componența etnică a satului Pirtó
     Maghiari (98,67%)
     Romi (1,33%)
Componența confesională a satului Pirtó
     Romano-catolici (39,9%)
     Fără religie (15,92%)
     Reformați (9,69%)
     Luterani (3,98%)
     Necunoscută (30%)
     Atei (0,51%)
     Alte religii (0,71%)
Conform recensământului din 2011, satul Pirtó avea 980 de locuitori. Din punct de vedere etnic, majoritatea locuitorilor (98,67%) erau maghiari, cu o minoritate de romi (1,33%). Nu există o religie majoritară, locuitorii fiind romano-catolici (39,9%), persoane fără religie (15,92%), reformați (9,69%) și luterani (3,98%). Pentru 30,0% din locuitori nu este cunoscută apartenența confesională.